# سوگا مونوگاتاری

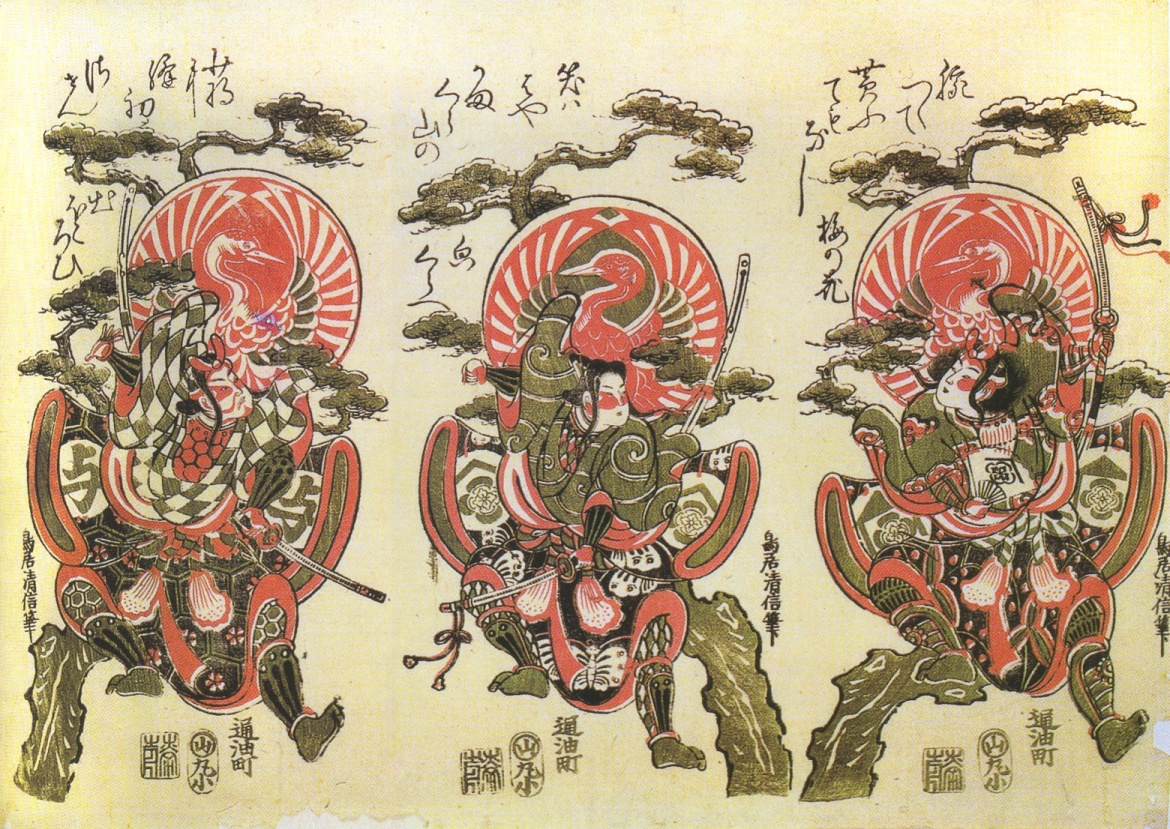
جورو، گورو و یوشیهیده (بنیزوری-ای) از کیونوبو توری

سوگا مونوگاتاری (به ژاپنی: 曽我، 物語 Soga Monogatari) یک داستان حماسی است که بر اساس واقعه آدائوچی برادران سوگا نوشته شده‌است. این داستان اغلب به عنوان (مصور) داستان برادران سوگا یا انتقام برادران سوگا شناخته می‌شود. گاهی به عنوان داستان برادران سوگا در تصاویر نوشته شده‌است. بعضی‌ها آن را آخرین داستان از گونکی مونوگاتاری یا «قصه‌های جنگ» بزرگ می‌دانند.
برادران سوگا سوکه‌ناری (جورو) و سوگا توکیمورا (گنرو) نام دارند. جورو بزرگتر از گنرو است. هنگامی که پسران کوچک بودند به ایچیمان مارو و هاکو مارو معروف بودند. در ژاپنی برادران سوگا را سوگا کئودای توصیف می‌کنند. نام آنها سوگا نو جورو و سوگا نو گنرو نیز نوشته شده‌است. نام سوگا نام ناپدری آنها است که پس از ازدواج مجدد مادرشان نام خانوادگی آنها شد نام پدر بیولوژیکی آنها کاوازو-سابورو بود.
نسخه عمومی پذیرفته شده این است که هنگامی که آنها نوزاد بوده‌اند، پدرشان کشته شده‌است. دلایل ذکر شده متفاوت است، اما احتمالاً دلیل آن بحث بر سر حقوق زمین بوده‌است. در بزرگسالانی آنها به جنگجویان ماهری تبدیل شدند و قصد داشتند از دشمن پدرشان انتقام بگیرند و شمشیر او «توموکیری مارو» را پس بگیرند. شخص شرور داستان کودو سوکه‌تسونه ملازم شوگون (احتمالاً میناموتو نو یوریتومو) است. در جریان انتقام جورو به مانند کودو سوکه‌تسونه کشته می‌شود و گنرو بعداً با اعدام می‌میرد.